# Tribunal de Cassació de Catalunya
El Tribunal de Cassació de Catalunya fou un organisme judicial de la Generalitat de Catalunya establert per l'Estatut de Núria de 1932, segons preveia en el seu article 12. Tenia «jurisdicció sobre les matèries civils i administratives la legislació exclusiva de les quals estigui atribuïda a la Generalitat» segons l'article 11 de l'Estatut de Núria.
Així doncs, tenia jurisdicció última en dret civil i en dret administratiu pel que feia a la legislació autonòmica, així com jurisdicció completa en dret civil català. La llengua vehicular del Tribunal era el català. A diferència del Tribunal de Garanties Constitucionals de la Segona República Espanyola, no tenia competències polítiques. Tampoc tenia competència en àmbit penal perquè la Generalitat de Catalunya no hi tenia competències pròpies.

## Història
Fou fundat per la llei del Parlament de Catalunya de 2 de març de 1934, tenia seu al Palau de Justícia de Barcelona i era format per 12 membres, que havien de ser advocats amb 15 anys d'exercici, notaris amb 15 anys d'exercici (almenys d'ells a Catalunya) i autors d'obres jurídiques de mèrit reconegut. Entre els magistrats que en formaren part hi havia, endemés dels dos presidents, Antoni Borrell i Soler, Joan Martí i Miralles. Pere Comas i Calvet, Ramon Maria Roca i Sastre, Ricard de Rabassa i Prat, Víctor González d'Echávarri i Castanyeda, Eduard Micó i Busquets i Adolfo Fernández-Moreda y Fernández Chacón.
La seva vida fou curta i molt agitada. Les seves sentències van tenir un pes decisiu en l'aprovació de la Llei de Contractes de Conreu, però uns mesos després es van produir els fets del sis d'octubre de 1934, que deixaren moltes competències de la Generalitat en suspens. Endemés, el seu primer president Santiago Gubern i Fàbregas va tenir constant topades amb els anarquistes de la Confederació Nacional del Treball (CNT)-Federació Anarquista Ibèrica (FAI), raó per la qual el 22 de juliol de 1936, poc després d'esclatar la guerra civil espanyola, va patir un atemptat per elements anarquistes. Això, sumat a la campanya de desprestigi contra la seva persona engegada des de La Batalla, òrgan del Partit Obrer d'Unificació Marxista, i l'ocupació del Palau de Justícia de Barcelona per la FAI van provocar la seva fugida de Catalunya amb ajut del cònsol de Noruega el setembre del mateix any. El seu substitut, Josep Andreu i Abelló, es mantingué fins al final de la guerra, quan hagué de marxar a l'exili.
El 8 de setembre de 1939 les autoritats franquistes aboliren el Tribunal de Cassació i deixaren sense efecte les seves sentències i disposicions, que no pogueren ser invocades fins al 1984.

### Presidents
- Santiago Gubern i Fàbregas (1934 - 1936)
- Josep Andreu i Abelló (1936 - 1939)